# 가루가쿠.
가루가쿠.(ガル学。, 가루가쿠. ~성 걸즈 스퀘어 학원~, GaruGaku: Saint Girls Square Academy, 일본어: ガル学。〜聖ガールズスクエア学院〜)는 OLM (기업)과 WIT STUDIO가 제작하고 타카하시 노리히토가 감독한 애니메이션 시리즈이다. 이 시리즈는 걸스 아레나 무대를 목표로 하는 아이돌 그룹 Girls²의 멤버들을 기반으로 하고 성우를 맡은 소녀 그룹을 따른다. 이 쇼는 2020년 4월 6일부터 2021년 3월 29일까지 소녀들이 오하걸즈(Oha Girls)였던 어린이 아침 쇼 오하스타의 카라스타(CharaSta) 세그먼트에서 방영되었다. 두 번째 시즌은 2022년 1월 10일부터 3월 18일까지 방영되었다.
만화 각색판은 2020년 4월부터 2021년 3월까지 쇼가쿠칸의 챠오 매거진에 연재되었다. 2021년 3월에는 애니메이션이 Girls² 멤버들이 각자의 캐릭터를 연기하는 실사 드라마로 각색될 것이라고 밝혀졌다.